# Mormosaurus seeleyi
Mormosaurus seeleyi è un terapside estinto, appartenente ai dinocefali. Visse nel Permiano medio (Capitaniano, circa 260 milioni di anni fa) e i suoi resti fossili sono stati ritrovati in Sudafrica. 

## Descrizione
Questo animale è noto solo per due crani, ma confrontando questi resti con quelli più completi di animali simili (come Struthiocephalus e Tapinocephalus), è possibile ipotizzare che Mormosaurus fosse un animale di grosse dimensioni, lungo probabilmente 2 metri, dotato di una corporatura massiccia e di quattro arti potenti e robusti. Il cranio era dotato di espansioni ossee al di sopra della zona delle orbite, ma queste caratteristiche protuberanze erano più piccole di quelle solitamente riscontrate negli animali simili, e il muso era relativamente allungato.

## Classificazione
Descritto da Watson nel 1914, Mormosaurus seeleyi è un tipico rappresentante dei dinocefali, un gruppo di terapsidi dal cranio estremamente robusto, tipici del Permiano. Mormosaurus, in particolare, appartiene ai tapinocefalidi, una famiglia di dinocefali erbivori particolarmente diffusa tra la metà del Permiano e l'inizio del Permiano superiore in Sudafrica. I fossili di Mormosaurus potrebbero essere forme giovanili di un dinocefalo più conosciuto, Keratocephalus.